# Magatzem (Begues)
Magatzem és una obra del municipi de Begues (Baix Llobregat) inclosa en l'Inventari del Patrimoni Arquitectònic de Catalunya.

## Descripció
Es tracta d'un edifici aïllat, de planta rectangular i amb coberta a dues vessants. La façana principal dona al sud i la posterior al nord.
D'aquest magatzem cal destacar l'ornamentació que hi ha damunt el capcer de la porta, amb aplacat ceràmic de colors groc, verd, beix i rosa, que a la vegada és el centre d'un reduït frontó amb fines motllures.

## Història
Aquest edifici es va utilitzar com a magatzem i com a bòbila per a fabricar la ceràmica que utilitzaren en la construcció de la Casa de la Vila.